# Cavendishia pseudostenophylla
Cavendishia pseudostenophylla är en ljungväxtart som beskrevs av J.L. Luteyn. Cavendishia pseudostenophylla ingår i släktet Cavendishia och familjen ljungväxter. Inga underarter finns listade i Catalogue of Life.